# 源顕定
源 顕定（みなもと の あきさだ）は、平安時代中期の貴族。村上天皇の第四皇子、一品式部卿・為平親王の子。官位は従四位下(上)・民部大輔。

## 経歴
六位蔵人・侍従・弾正大弼を歴任する。
後一条朝初頭の長和5年（1016年）2月に姪の嫥子女王が斎宮に立てられると、顕定は斎宮別当に任ぜられるが、7月に妄りに故障を申し立てたことを理由に、藤原兼綱・源親方と共に恐懼に処された。寛仁元年（1017年）敦明親王に代わりに、敦良親王（のち後朱雀天皇）が立太子されると、顕定は東宮昇殿を聴されている。
寛仁2年（1018年）敦康親王が没した際に、その葬送の次第を母に伝達している。寛仁3年（1019年）頭弁・藤原定頼に嘲笑されるが、この際に定頼が摂政・藤原頼通の発言を引き合いに出したことから、逆に定頼が頼通の勘気を受けて謹慎させられている。その後、民部大輔に任ぜられ、位階は従四位下（または上）に至った。
治安3年（1023年）8月4日卒去。享年は不明だが、兄の生年から45歳以下であったとみられる。

## 逸話
あるとき、陣座で五位蔵人・藤原範国が職事（蔵人）として申文を受け取るため、上卿・藤原実資がその申文を範国に読み上げていたところ、東の端にいた顕定は性器を露出した。範国はそれを見て噴き出したが、実資は奥の方にてそれが見えなかったためこれに激怒したため、その失態が奏上されてしまった。範国は恐れ慄いて事情を言えなくなってしまったが、顕定はそれを面白おかしく思っていたという（『江談抄』『今昔物語集』）。

## 官歴
- 長和5年（1016年） 2月22日：斎宮別当、見弾正大弼[5]。7月20日：恐懼[6]
- 寛仁元年（1017年） 8月10日：東宮昇殿[5]
- 治安元年（1021年） 8月22日：見民部大輔[7]
- 治安3年（1023年） 8月4日：卒去[8]

## 系譜
『尊卑分脈』による。
- 父：為平親王
- 母：源高明の娘
- 妻：源済の娘
  - 男子：源資定(?-1070)
- 生母不明の子女
  - 男子：頼定
  - 男子：頼尊